# Vidreres
Vidreres és una vila i municipi català al sud-est de la comarca de la Selva.

## Història
El nom de Vitrariis apareix al segle xii. i significaria «vidrieria» o «vitralleria», però no se sap l'origen o el perquè d'aquest nom. Cal també tenir en compte la semblança amb vitraria, nom llatí de l'herba anomenada Morella roquera. El nom Vidreres és documenta als segles xii-xiii. Durant el segle xviii, quan dominava el castellà i també durant l'època del franquisme que els topònims catalans eren prohibits s'escrivia Vidreras. El nom correcte va ser restablert el setembre de 1981.

### Prehistòria
En el terme municipal s'han fet troballes en superfície de material lític pertanyent al Paleolític inferior i mitjà, amb una datació entre 400.000 - 35.000aC, sobretot al veïnat de les Bòries i a prop de la urbanització de la Goba. Però la troballa prehistòrica més important es produí l'any 1999, amb la necròpolis del Pi de la Lliura, a la zona de Caulès. Es tracta d'un cementiri d'urnes amb restes de persones incinerades. El jaciment data de l'acabament de l'edat del bronze, entre 850 - 550 aC. Cap al segle vii aC es consolida a les terres catalanes la cultura ibèrica, integrada per diversos pobles i tot apunta que a Vidreres estaria a la frontera entre els indicets, que habitaven a l'Empordà, i els ausetans, que poblaven la zona de Vic.

### Edat antiga
Amb l'arribada dels romans a Catalunya el 218 aC va desaparèixer la cultura ibèrica. Els Romans van romandre al principat fins al 476 quan foren substituïts pels visigots. Cap al 720 el territori fou ocupat pels musulmans, però hi van romandre poc, així el 785 els carolingis ocupen Girona. Els carolingis van organitzar el territori català en comtats. La zona de Vidreres formà part del vescomtat de Girona, posteriorment anomenat Cabrera, que formava part del comtat de Girona.

### Edat mitjana
El primer document que parla amb seguretat de la zona de Vidreres està datat el 14 d'octubre de l'any 1001, quan els comtes de Barcelona, Girona i Osona, Ramon Borrell i Ermessenda de Carcassona, van perdre una propietat anomenada Palol, situada al comtat de Besalú, i que pertanyia al vescomte de Girona Seniofred I. Llavors el comte va haver d'indemnitzar al vescomte donant-li la propietat de Lloret, que fins llavors formava part de Maçanet de la Selva. Vidreres també formava part de Maçanet. El document diu que Lloret afronta al nord amb el Vilar Daniel, el Camp Cominal i el terme de Caldes – Caulès. Aquest Vilar Daniel correspon a la zona de l'actual mas Valldaniel. Segons un document del 1066 ja existia la parròquia de Vidreres. El primer document que parla de Caulès és del 919, però es refereix al poblat de Caulès Vell situat actualment al terme de Caldes de Malavella, amb restes que van dels segles ix al xiv. Aquest Caules Vell es troba a dos quilòmetre de distància de Caules de Vidreres.

### El Vescomtat de Cabrera

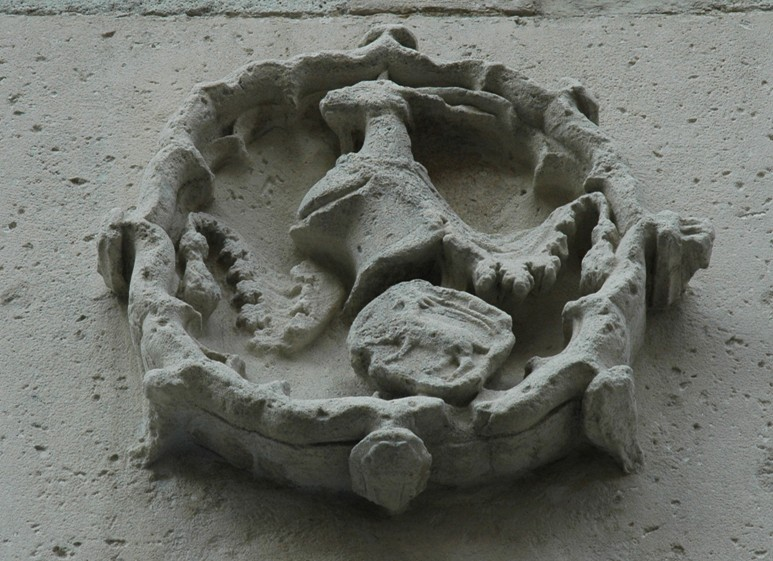
Escut dels Cabrera

Vidreres, com la resta de Catalunya, va viure sota el sistema social del feudalisme des del segle xi fins als primers decennis del segle xix. El senyor feudal de Vidreres fou el vescomte de Cabrera, aquest títol passà per venda el 1574 als Montcada i el 1756, per casament, a la família castellana dels ducs de Medinaceli que actualment encara ostenten el títol de vescomtes de Cabrera. Però amb l'abolició del règim feudal cap a l'any 1820, el títol nobiliari ara és honorífic. El vescomte posseïa a Vidreres el castell de Sant Iscle, esmentat per primer cop el 1194. En el feudalisme la societat era piramidal i existien relacions de vassallatge. Era una societat bàsicament agrària i els grans propietaris de la terra eren la corona, la noblesa i l'església. En el cas de Vidreres els grans propietaris eren el vescomte de Cabrera, que disposava de més de la meitat de la terra; el senyor de la Bruguera; els monestirs d'Amer, Breda i Valldemaria, etc.

### Edat moderna
Al segle xiv la població de Vidreres va disminuir a causa de la pesta Negra. De l'any 1348 a 1349. Del 1362 a 1370 Vidreres tenia 621 habitants i el 1497 només 351. Això va suposar s'hi van abandonar més de cinquanta masos.
Els senyors van augmentar les pressions sobre els pagesos que quedaven per evitar que disminuïssin els seus ingressos i aquests pagesos eren coneguts com a remences. Vidreres, al segle xv, era una de les 23 poblacions del principat amb més de quaranta focs o cases remences. Tota aquesta tensió esclatà al segle xv amb les dues guerres Remences i durant la segona guerra (1483-1486) els remences van ocupar el castell de Sant Iscle que fou tornat un cop acabada la guerra. El conflicte acabà quan el rei Ferran II dictà la sentència arbitral de Guadalupe el 21 d'abril de 1486.
Amb aquesta sentència es va abolir el caràcter obligatori dels mals usos, i s'abolí el dret de maltractar i molts altres abusos senyorials menors. La sentència va imposar dures multes econòmiques al conjunt dels remences i els pagesos. Per pagar la multa van anomenar uns síndics, entre ells el vidrerenc Pere Flor. A Vidreres la crisi demogràfica va fer que la parròquia de Caulès quedes quasi deshabitada i el 1448 fou unida a la de Vidreres, quan només restava un habitant.
Al segle xvi la població s'estancà i el 1553 hi havia 347 habitants. Urbanísticament Vidreres continua creixent al voltant de l'església i per camins de bast, la vila es comunicava amb altres poblacions com Sils, Caldes, Sant Feliu de Guíxols, Lloret i Blanes. En el veïnat de les cases Noves es construí la capella dels Dolors. Els anys centrals del segle xvii són ocupats per la guerra dels Segadors. Durant la guerra els Francesos van ocupar Girona i el 1653 Joan d'Àustria va posar setge a la ciutat. De camí cap a Girona Joan d'Àustria i el seu exèrcit van passar per Vidreres. Aquest rei va passar els dies 16 i 17 de setembre a la Torre d'en Llobet.
En el segle xviii s'inicià la Guerra de Successió espanyola durant la qual van existir unes partides de paisans armats que lluitaren a favor de Felip d'Anjou, les anomenades Esquadres de Catalunya. Un cop acabada la guerra aquestes partides es van dissoldre, però el 1719 es van tornar a reorganitzar, en total foren 51 esquadres, entre elles la de Vidreres amb 30 homes i 30 armes. El 1720 només en quedaven 27, entre elles la de Vidreres.
Malgrat la derrota política a Catalunya aquest fou un segle de creixement per a Vidreres, tant econòmicament com demogràficament. Vidreres va doblar la seva població que passà de 252 habitants el 1718 a 546 el 1787. El creixement demogràfic de Vidreres es va donar tant el camp com a la vila i així es van obrir nous carres: el carrer Nou i el carrer Sense Sortida. Això, acompanyat per la bonança econòmica, ajuden a l'edificació del nou temple parroquial entre el 1790 i el 1800. A la darreria del segle xviii Vidreres encara era una població dedicada majoritàriament a l'agricultura però començaven a guanyar importància als artesans entre els quals hi havia el ferrers, sastres, teixidors de lli, etc.

### Edat contemporània
El segle xix no fou tan tranquil com el XVIII, així es visqué la fi de l'antic règim i amb ell del feudalisme, que fou substituït per l'estat liberal amb la nova organització que això suposava tant a nivell local con nacional. Fou un període en què Vidreres va patir molts ensurts. Durant la guerra del Francès, el 1808 van passar les forces franceses que es dirigien a Barcelona, el 1809 van passar per Vidreres les tropes italianes que ajudaven els francesos al setge de Girona i el 1810 ho van fer les tropes espanyoles. Més tard, durant la tercera guerra carlina (1872-1875) la vila fou diverses vegades assetjada pels carlistes.
En aquest segle van començar a sorgir els partits polítics i els sindicats; es va viure sota els règims polítics de la monarquia i república amb més o menys llibertat. Tots els canvis anteriors van provocar modificacions a les institucions de Vidreres: l'antiga batllia de Vidreres fou abolida i va sorgir l'ajuntament de Vidreres.
Malgrat les guerres i el canvis governamentals el poble va créixer en tots els sentits: econòmicament, demogràficament, en serveis, en infraestructures, etc. El 1850 tenia 743 habitants i el 1887, 2.223, és a dir que en 40 anys la població es triplicà. A partir de 1850 viu més gent a la vila que a pagès, i s'obriren nous carrers: Jaume Ferrer, Pau Casals, Orient, Santa Maria, de l'Estrella, Ponent, Migdia i Catalunya. A final de segle es construïren dos edificis emblemàtics: El Casino i l'Ajuntament. Tot aquest creixement fou degut en part a l'aparició de la indústria surotapera: els primers fabricants apareixen cap al 1840; entre el 1892 i el 1900 és l'època de major esplendor amb 25 fabricants; i a principis del segle xx el sector entrà en crisi de la qual no es recuperà. Actualment només hi ha un fabricant.

### Segle XX
El 1900 Vidreres tenia 2.123 habitants i la població anà disminuint fins a només 1.710 habitants el 1937. La disminució fou deguda en part a la desaparició de la indústria surotapera, i la població continuà dedicant-se majoritàriament a l'agricultura. Durant la guerra civil (1936-1939) al pla de Vidreres es construí un camp d'aterratge de l'aviació republicana, s'edificà un búnquer a Can Vall-llosera i en el bosc d'en Puig es van ubicar els dipòsits de combustible i els subministraments del camp d'aterratge.
Vidreres va ser un poble on la república governava fins al 2 de febrer de 1939 amb l'entrada de les tropes nacionals, des de llavors fins a l'any 1975 Vidreres va estar sota la dictadura franquista. L'any 1952 es va instal·lar a Vidreres la indústria lletera RAM que va ser un motor econòmic pel poble, aquesta indústria va arribar a albergar a 300 treballadors, molts dels quals eren immigrants d'Andalusia i Extremadura. Els anys 60 és una dècada de creixement que va acompanyada amb la realització de noves infraestructures: es pavimenten els carres del poble, s'edifica el col·legi de Sant Iscle, es construeix la caserna de la Guàrdia Civil, s'edifiquen els habitatges del Barri de la Pau i es comença a urbanitzar el barri de les Serres. La dècada dels 70 foren anys de construcció d'urbanitzacions per cases de segona residència, bàsicament per a la gent de la zona de Barcelona. Tota aquesta activitat va fer augmentar la població que passà de 1.845 habitants el 1960 a 2.677 el 1970. L'any 1975 s'inicià l'actual etapa democràtica, però la crisi econòmica alentí el creixement: els 2.953 del 1975 foren 3.207 el 1985.
El 1979 se celebren eleccions democràtiques municipals: primer governà el PSC (1979-1987), després CIU (1987-1995). Des de llavors governa el PSC. En aquests 24 anys el municipi s'ha dotat de nous equipaments: zona poliesportiva, biblioteca, centre d'assistència primària, col·legi públic Salvador Espriu, llar de jubilats, cementiri, pavelló reforma del casino la Unió i de Can Xiberta (escola d'adults), institut IES Vidreres i centre cívic. Els últims anys del segle xx han estat de creixement i actualment la població és de 7.887 habitants.

### Segle XXI
A mitjans de desembre de 2021, van votar a favor de la perservació dels correbous a la festa major del poble en una consulta popular. Actualment, és l'únic municipi de les comarques gironines que els segueixen celebrant.

## La Guerra Civil
Vidreres va ser un poble republicà fins al 2 de febrer de 1939 quan les tropes nacionals van entrar i es va implantar el franquisme fins a l'any 1975. Durant la Guerra Civil a Vidreres es va construir un camp d'aterratge de l'aviació republicana als afores de Vidreres, al Pla. També es va construir un búnquer a can Vall-llosera i trinxeres al Bosc d'en Puig. Actualment encara es conserva el búnquer, dins la masia de can Vall-llosera.

### El búnquer de can Vall-llosera
Sortint de Vidreres en direcció a Lloret de Mar s'agafa la carretera i a 500 metres es troba el camí que va cap a Caulès. Trencant a la dreta s'arriba a can Vall-llosera, i davant seu es troba el búnquer construït durant la Guerra Civil. Aquest búnquer està situat al que va ser el camp d'aviació durant la guerra. A can Vall-llosera es va instal·lar el quarter de comandament i es va construir el búnquer com a refugi. El búnquer és de formigó amb dues entrades i la major part d'ell és subterrània. A l'entrar al refugi es baixa una rampa que porta a l'estança principal amb una capacitat per cent persones situada quatre metres sota terra.

### Camp d'aviació

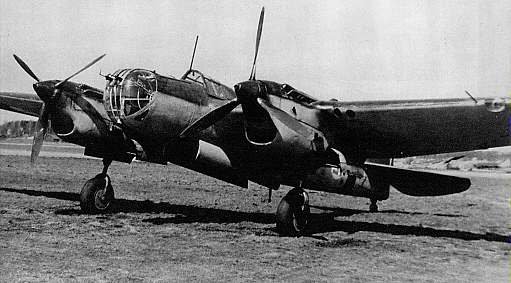
Els katiuska tupolev SB-2 del camp d'aviació

El Camp d'Aviació militar fou construït al Pla de Vidreres durant l'any 1937 pel bàndol republicà i es va començar a utilitzar el 1938. Per tal de construir-lo es va triar una zona molt plana i es va enrunar la masia de Can Puig, la qual mai més fou reconstruïda al contrari dels camps de conreu que acabada la guerra, foren recuperats pels seus antics propietaris. El camp havia de ser més gran del que va ser finalment i actualment encara es poden veure excavacions. Aquesta feina es feia amb tractors, ja que encara no existien les pales mecàniques. La terra extreta era portada al Rec Clar que estava previst tapar-lo, però hi va haver una forta tempesta i el riu es va emplenar d'aigua emportant-se tota la terra que s'havia disposat en ell. La maquinària utilitzada per construir el Camp d'Aviació era guardada en un magatzem a la vora de la carretera de Llagostera, que posteriorment fou enrunat. El projecte de construcció era dirigit per un aparellador que alhora n'estava construint un altre a Celrà. Al Camp d'Aviació hi treballaven tres-centes persones i el seu sou era de deu pessetes diàries. Per aplanar el camp es va utilitzar l'aplanadora. La superfície total del camp era de 801.000 m² i tenia unes dimensions de la pista que eren de 1.500 m. de llargada x 300 m. d'amplada.
Es van construir quatre refugis per al personal i el material, mentre que els oficials i els sotsoficials residien a Can Xiberta. A Can Batllosera s'hi va instal·lar el quarter de comandament, el qual encara és visible avui en dia. Al Bosc d'en Puig s'hi van construir uns forats quadriculats d'entre vuit i deu metres de costat i uns vuitanta centímetres de fondària on es guardaven bombes i bidons de benzina. També eren construïts en altres llocs refugis antiaeris com per exemple al Rec de Can Canyet.

### Bombardeigs
El març de 1938 arribaren al camp d'aviació els primers nou avions els quals eren esperats pels col·legials, que els van anar a veure arribar. L'endemà al matí els avions s'enlairaren. Al cap de poc van arribar altres dotze avions més i el 3 d'abril de 1938 va tenir lloc el primer bombardeig. Les bombes van caure fora dels límits del camp i va resultar ferit un habitant. Al cap de deu dies es va produir un altre bombardeig també fora del Camp d'Aviació i van morir dues persones. L'endemà es va bombardejar a Vidreres i a altres camps republicans alhora. Aquest atac es va dur a terme al matí, mentre els avions republicans eren al camp preparats per enlairar-se, aquest cop, però, les bombes van anar a parar dins els límits del camp; un dels avions va quedar completament destrossat i un testimoni va dir que va veure enlairar-se nou avions mentre que es desconeix què els va passar als dos restants. L'últim bombardeig es va produir el mateix dia al migdia i les bombes van caure dins el Camp, causant pocs danys, ja que els avions havien marxat. No es coneix que hi hagués víctimes mortals de Vidreres però sí que van morir un tinent i dos pilots republicans i un civil. No es van produir més bombardeigs ni el Camp serví de base de més avions, ja que sembla que no estava massa ben situat. Els dipòsits de combustible soterrats de sota el bosc d'en Puig no van ser encertats mai, i posteriorment dels bombardeigs es va instal·lar una bateria antiaèria a la Casa Nova d'en Llobet que es va utilitzar fins a l'entrada de les tropes nacionals. No va caure mai cap avió enemic, però possiblement va evitar altres bombardeigs. Per enganyar a l'enemic, van instal·lar a prop de la Casa Nova d'en Llobet quatre avions falsos de fusta en un lloc visible, però no va servir, ja que l'enemic no els tirà mai cap bomba.

### Refugis
Després dels bombardeig, l'any 1938 es van construir els refugis antiaeris al mig del poble. Se'n crearen dos, un a les places del poble i l'altre al camp de l'Artau. El refugi de les places es va començar perforant la Plaça de l'Església i la Plaça Lluís Companys en direcció del carrer Pompeu Fabra creant un túnel per tal d'ajuntar les dos places subterràniament, però mai es va arribar a poder ajuntar les dues places. S'accedia al refugi de la Plaça Lluís Companys per una escala situada cap al centre de la plaça. L'escala per entrar al refugi de la plaça de l'Església es trobava a la banda de Cal Ros, a prop de l'antic estanc. Aquest refugi, però, no va ser mai utilitzat, ja que hi va entrar aigua i no s'hi podia treballar. Al perforar la plaça de l'Església s'hi van trobar restes d'ossos humans, suposadament d'un antic cementiri, ja que a l'antiguitat els cementiris eren situats a prop de les esglésies.
El segon refugi va ser construït al carrer Catalunya, al carrer Pau Casals i al camp de l'Artau, situat darrere la Casa de la Vila. Aquest tenia dues entrades: una al carrer Catalunya i l'altra al carrer Pau Casals. El refugi no era tan profund com l'altre perquè va ser construït en un descampat i la terra que s'extreia era dipositada damunt del túnel cosa que feia que la profunditat fos menor. Aquest refugi, a diferència de l'altre, si que va ser utilitzat, si més no per l'entrada del carrer Catalunya on hi havia una escala i llum elèctrica. Era utilitzat pels mestres i alumnes de l'escola que es trobava al cantó quan sonava l'alarma aèria. Tot això es va produir entre l'octubre i novembre del 1938. Aquests dos refugis oficials tenien una capacitat aproximada de 250 persones però a part hi havia altres refugis a les cases dels habitants del poble, per tal de poder resguardar-se quan sonés l'alarma aèria.

### El Franquisme
Entre els anys 1939 i 1975, Vidreres va viure sota la dictadura franquista, un règim que va imposar els seus principis a la política. Aquest règim autoritari va afectar molt al poble, anteriorment republicà. El 2 de febrer de 1939 les tropes nacionals van entrar a Vidreres. A partir d'aquell dia el govern va passar a mans dels franquistes. L'alcalde que presidia en aquell moment, Amadeu Bach de 68 anys, s'havia passat mitja vida lluitant per la República i en entrar les tropes nacionals va ser tancat al Seminari de Girona. Com ell, van ser empresonades mínimament dotze persones més. Al poble governava un partit feixista, unitarista, jerarquitzat que no acceptava contradiccions ni crítiques internes. A més hi havia a Vidreres el Libro de Órdenes en el que hi havia escrites les condicions que havien de complir els candidats que volguessin ser admesos al partit polític. Els polítics que en formaven part, volien donar a veure una imatge d'un poble que vivia en calma i pau, però ells sabien que realment no era així: coneixien el patiment, les morts, el dolor o la fam del poble. Els responsables del poble estaven al corrent del que passava a l'exterior del poble: rebien comunitats, requeriments i telegrames de les autoritats i els alts càrrecs franquistes.

### Els refugiats
Durant els tres primers mesos de guerra a Catalunya van arribar 200.000 refugiats procedents de Madrid. D'aquests 200.000, segons un informe de l'ajuntament, a Vidreres en van arribar 82. Entre ells destacava un grup de nois i noies madrilenys, però també hi havia setze nouvinguts d'Andalusia i 24 d'Extremadura. L'any 1938, la xifra de refugiats va pujar a 210, amb persones procedents de Bilbao, Santander, Pontevedra, entre d'altres. Els refugiats tenien entre un i setanta-tres anys, i entre ells quaranta estudiants. Alguns d'aquests refugiats eren acollits a casa de vidrerencs i vidrerenques com per exemple a can Aulet.

## Demografia
| 1497 f | 1515 f | 1553 f | 1717 | 1787 | 1857  | 1877  | 1887  | 1900  | 1910  |
| ------ | ------ | ------ | ---- | ---- | ----- | ----- | ----- | ----- | ----- |
| 78     | 64     | 77     | 252  | 546  | 1.982 | 2.020 | 2.231 | 2.123 | 1.942 |

| 1920  | 1930  | 1940  | 1950  | 1960  | 1970  | 1981  | 1990  | 1992  | 1994  |
| ----- | ----- | ----- | ----- | ----- | ----- | ----- | ----- | ----- | ----- |
| 1.874 | 1.855 | 1.735 | 1.745 | 1.845 | 2.677 | 3.199 | 3.776 | 3.922 | 3.922 |

| 1996  | 1998  | 2000  | 2002  | 2004  | 2006  | 2008  | 2010  | 2012  | 2014  |
| ----- | ----- | ----- | ----- | ----- | ----- | ----- | ----- | ----- | ----- |
| 4.095 | 4.302 | 4.740 | 5.287 | 5.762 | 6.676 | 7.316 | 7.629 | 7.732 | 7.702 |

| 2016  | 2018  | 2020  | 2022  | 2024  | 2026 | 2028 | 2030 | 2032 | 2034 |
| ----- | ----- | ----- | ----- | ----- | ---- | ---- | ---- | ---- | ---- |
| 7.632 | 7.740 | 7.951 | 8.167 | 8.538 | -    | -    | -    | -    | -    |

### Evolució des delseglexx
A l'inici del segle xx la població va disminuir. A la taula anterior es pot veure el curs que va seguir la població fins a la meitat del segle passat. A partir del 1910 la població va començar a decréixer a causa del fet que va desaparèixer la indústria dels taps de suro, la qual tenia un important paper. L'activitat surera va sorgir a França i gràcies al contacte de l'Empordà amb el país, va ser introduïda a Catalunya, situant les primeres indústries a la zona del Massís de les Gavarres, sobresortint Vidreres i Santa Coloma de Farners. També trobem un canvi notable del 1930 al 1940, ja que hi va haver la Guerra Civil espanyola i amb ella tots els morts i exiliats. Acabada la guerra, del 1940 al 1950, imposat ja el franquisme, la població només va augmentar deu habitants.
Vidreres durant els anys 1950 al 2000, ha anat incrementant el nombre d'habitants. Tot això ha provocat un creixement de les diferents urbanitzacions. Observant altra vegada la taula del principi, es pot veure el curs que va seguir la població durant la segona meitat del segle xx. Una part de l'increment d'habitants és deguda a l'arribada d'immigrants, que provenen de països variats. Aquest moviment d'immigració ha augmentat notablement. Els immigrants provenien del Marroc, Alemanya, Països Baixos i el Regne Unit. Per fomentar que s'integrin hi ha associacions i ajudes per part de l'ajuntament.
A la darreria del segle xx trobaven un total de 56 habitants immigrants (28 de cada sexe). Al canvi de segle la població va travessar el llindar psicològic dels 5000 habitants. «Vidreres ja té prop de 5.000 habitants». El Rec Clar, Revista de Vidreres, juliol 2000,, pàg. 9. Observant les dades del 2006 es constata que hi havia més de mil immigrants. Marroc ja no és el primer país de procedència, ara és Xile (amb un total de 148 immigrants). Però també provenen d'altres països que al segle xx no es trobaven: Colòmbia, Gàmbia, Mali, Romania, entre d'altres. La majoria prové d'Amèrica del Sud o d'Àfrica. Ara hi ha més homes (584) que dones (416), que gairebé és una sisena part de la població, però en aquestes dades només consta la població que està empadronada però clarament Vidreres té més immigrants que no ho estan.
El 2006 trobàvem un sol immigrant procedent de la Xina tot i que ara és visible que hi ha molts més, ja que han creat més d'un negoci al poble. Dins dels immigrants que procedeixen d'Àfrica una gran part són del Senegal encara que alguns no estan empadronats, ja que encara estan en procés d'obtenir els papers o acaben d'arribar. En definitiva troben una gran diversitat d'immigrants i de cultures. Vidreres, dins de la comarca de la Selva és la quarta que té més immigrants, en concret, un 13% de la població.
A Vidreres l'ajuntament disposa d'un Pla d'Acollida que consisteix a ajudar els nouvinguts a trobar la millor manera d'integrar-se i garantir que tenen «elsmateixos drets i deures que la resta de ciutadans».

## Política

### Eleccions al Parlament de Catalunya del 2012
| Candidatura | Candidatura   | Cap de llista          | Vots  | Regidors | % vots |
| ----------- | ------------- | ---------------------- | ----- | -------- | ------ |
|             | CiU           | Artur Mas              | 1.438 |          | 42,13  |
|             | ERC           | Oriol Junqueras        | 565   |          | 16,55  |
|             | PSC           | Pere Navarro           | 345   |          | 10,10  |
|             | PPC           | Alicia Sánchez-Camacho | 333   |          | 9,75   |
|             | ICV-EUiA      | Joan Herrera           | 200   |          | 5,85   |
|             | C's           | Albert Rivera          | 177   |          | 5,18   |
|             | CUP           | David Fernández        | 119   |          | 3,48   |
|             | Altres        |                        | 191   |          | 9,08   |
|             | Vots en blanc |                        | 45    |          | 1,31   |
| Total       | Total         | 3.437                  | 3.437 |          |        |

## Geografia
- Llista de topònims de Vidreres (Orografia: muntanyes, serres, collades, indrets..; hidrografia: rius, fonts...; edificis: cases, masies, esglésies, etc).

| Entitat de població | Habitants (2024) |
| Vidreres            | 2.744            |
| Aiguaviva Parc      | 1.891            |
| el Mas Flassià      | 1.535            |
| Serres              | 768              |
| la Goba             | 615              |
| Terrafortuna        | 285              |
| Puigventós          | 252              |
| les Bòries          | 202              |
| Pla de la Font      | 188              |
| Caulès              | 116              |
| Cartellà            | 50               |
| Santa Seclina       | 9                |
| Font: Idescat       |                  |

## Economia
Antigament la població es dedicava a fer tasques relacionades amb els boscos. Aquests oficis, amb el pas del temps han anat desapareixent i han estat substituïts per uns altres. Podíem trobar, per exemple, dins els oficis relacionats amb l'explotació dels boscos, l'ofici de carboner, roder i carreter. Hi havia d'altres que derivaven de productes del bosc, com els tapers i esclopeters. Finalment, hi havia alguns que derivaven del camp, com els cistellers i els espardenyers. També ocupava als principis del segle una important part de l'ocupació la indústria surera, però va desaparèixer l'any 1910. En l'actualitat, com hem dit, aquests oficis han anat desapareixent i ara la dedicació dels habitants es troba majoritàriament en l'àmbit del sector secundari (indústria lletera ATO, per exemple). Existeix constància de l'existència d'una explotació minera amb el nom de can Magre on hi havia presència de plom i baritina.
El desenvolupament industrial a Vidreres es va implantar a partir del 1960, es van desenvolupar indústries d'alimentació i de construcció, que va provocar un desenvolupament en els serveis de transport. Al poble també es troben bastants tallers de reparació i magatzems.
Antigament no hi havia la igualtat entre sexes, per tant, tots els oficis esmentats anteriorment eren realitzats per homes. Seguint l'estil de vida antic, les dones es quedaven a casa netejant, cuidant els fills, feien la compra… mentre que l'home era l'encarregat de treballar per portar els diners a casa. A causa d'aquesta desigualtat, trobem que al segle xx, si més no a la primera meitat, la població activa no arribava al 50%. En ser un poble i no haver-hi molta activitat industrial, el treball era més pesat i això no afavoria a la incorporació de la dona al món laboral. Per tant, la població passiva era formada per les dones i els nens que anaven a l'escola. Aquestes dones es dedicaven exclusivament a la llar i a la família. Tot i que a mesura que passava el temps més nenes anaven a l'escola, la major part de les dones del segle passat van acabar essent mestresses de casa.
Pel que fa a la població activa, l'ocupació laboral es dividia en sectors: agricultura, indústria, administració, comerç i serveis.
Al segle xxi, el sector terciari té un paper molt característic, ja que en el poble es troben bastants bars i restaurants d'on ve una gran qualificació gastronòmica de Vidreres. Pel que fa al comerç, majoritàriament es troba concentrat en les dues places principals del poble i els carrers que les envolten. Un gran nombre d'aquests comerços es dediquen a l'alimentació seguits pels comerços de venda d'objectes personals (calçat, electrodomèstics…)
Altres llocs d'ocupació laboral són els serveis municipals. Vidreres consta de dues llars d'infants i dues escoles primàries (C.E.I.P Salvador Espriu i C.E.I.P Sant Iscle). Actualment, l'escola C.E.I.P Sant Iscle, que es troba en el nucli urbà està essent reconstruïda a un altre barri del poble a causa de la seva antiguitat i mal estat de l'estructura de l'edifici. A més, a la vila hi ha un centre d'educació secundària, l'IES Vidreres, edificat fa pocs anys. Tots aquests centres disposen de llocs de treball ocupats per professorat, monitors, servei de neteja, etc. Al poble també s'hi troba un dispensari mèdic (el C.A.P.), farmàcies. Un altre lloc d'ocupació laboral important és l'Ajuntament.

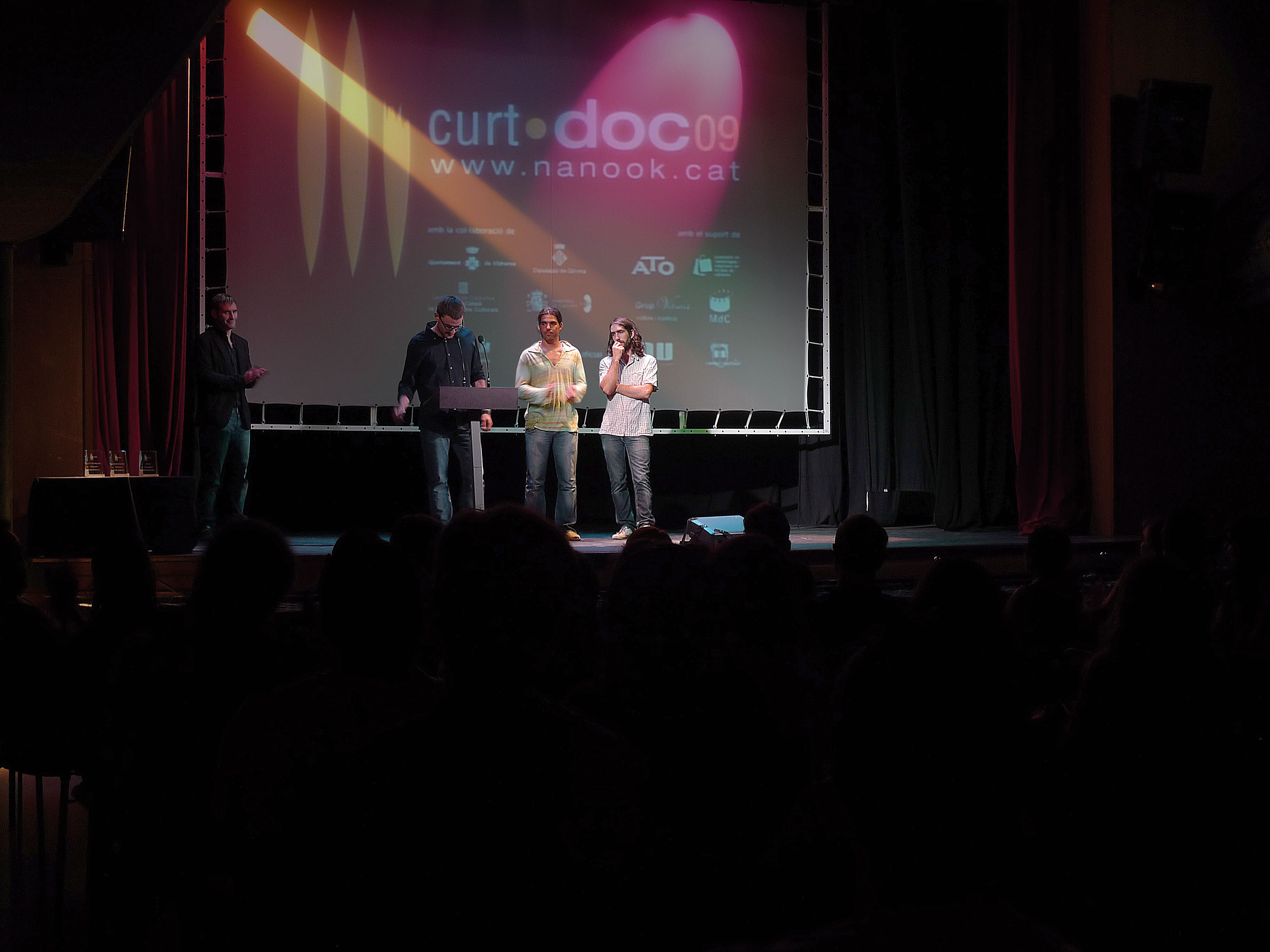
Lliurament de premis del 2009 del Festival Internacional de Curtmetratges de Vidreres

## Esdeveniments
La Festa del Ranxo és molt popular i coneguda. Se sol celebrar durant la primera setmana del mes de març, depenent de quan se celebra el carnaval. Consisteix en l'elaboració d'un plat molt tradicional el Ranxo de Vidreres, que conté: mongetes, cigrons, arròs, patates, botifarra negra, sofregit, set quilos per cada perola, carn d'escudella, vedella, orella… Diuen que ve dels senyors feudals durant l'edat mitjana feien una perola de ranxo a Vidreres pel carnaval per a donar menjar als pobres. Actualment s'utilitzen vint-i-vuit (any 2018) peroles que se situen enmig de la plaça, i durant la desfilada de carrosses comencen els preparatius i l'elaboració del ranxo. Després l'hereu, la pubilla, les dames d'honor, els fadrins, etc., juntament amb l'alcalde/essa i els ranxers es fan la foto en honor de la celebració. Els veïns de Vidreres donen els ingredients del Ranxo. Els primers a tastar el ranxo són l'alcalde juntament amb la pubilla i l'hereu. Tot seguit es reparteix el ranxo entre la gent del poble, que fa cua durant tot el matí. Amb els ingredients que sobren, l'endemà, els ranxers els subhasten durant el descans d'un concurs de veu al pavelló per tal de tenir beneficis per l'any següent.
Anualment se celebra el Ludibàsquet, la festa del bàsquet de base català i al darrere cap de setmana de juliol el festival de música Actitud Fest.

## Llocs d'interés
- Freixe de l'Aulet

## Persones il·lustres
- Salvador Massa i Passapera (1839-1920): metge i delegat a l'Assemblea de Manresa (1892)